# Woman (존 레논의 노래)
〈Woman〉은 존 레논이 1980년 음반 《Double Fantasy》에서 작곡하고 연주한 곡이다. 오노 요코의 곡 〈Beautiful Boys〉를 B 사이드로 싱글 발매되었다. 이 곡은 레논에 의해 《Double Fantasy》 음반에서 두 번째로 싱글 발매된 곡이었고, 1980년 12월 8일 레논의 사망 이후 첫 번째로 발매된 싱글이었다. 레논은 그의 아내 오노 요코와 모든 여자들에게 보내는 징조로 〈Woman〉을 썼다.

## 배경

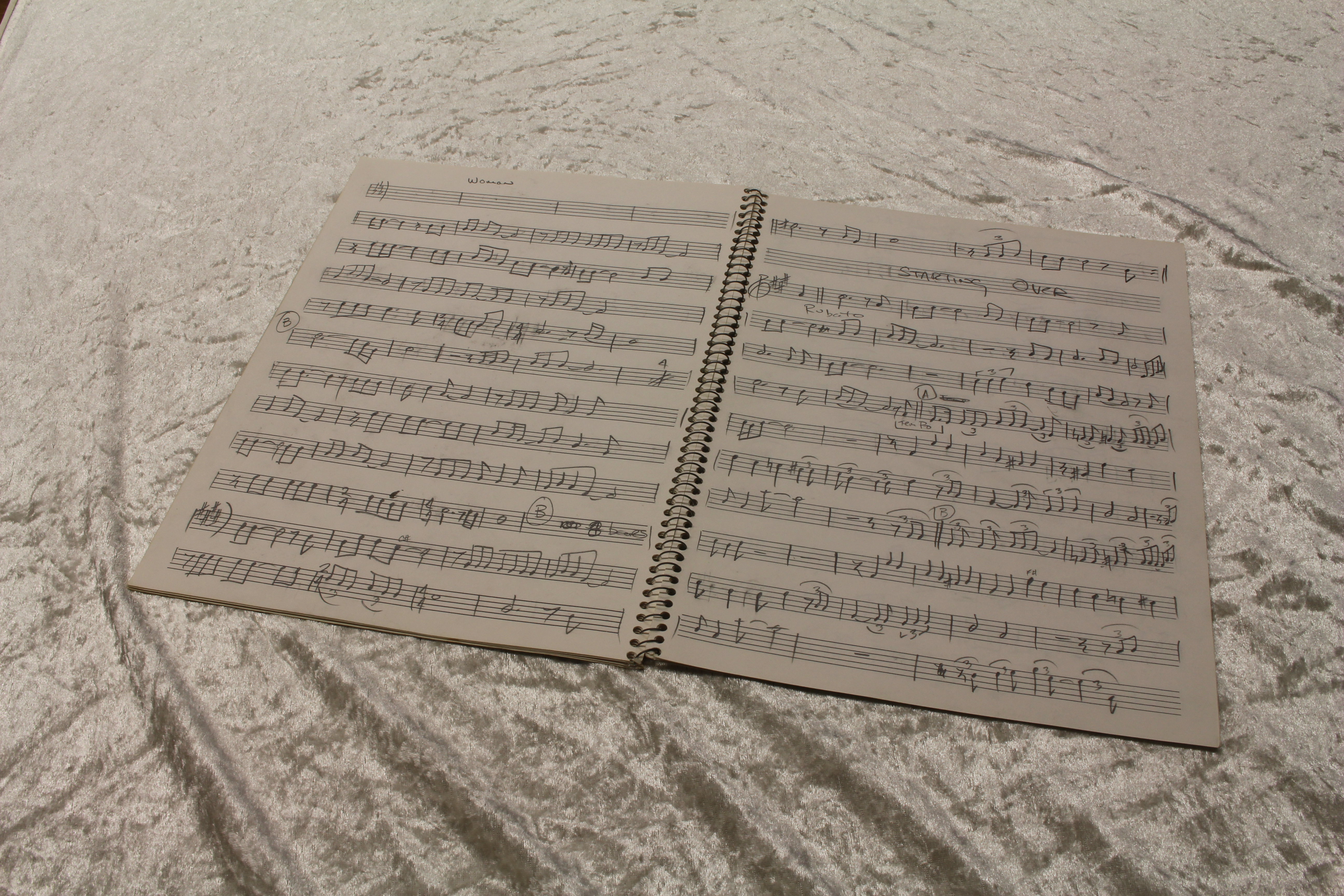
존 레논에 의해 작성된 〈Woman〉의 악보

이 곡은 〈Woman〉이라는 제목에서 알 수 있듯이 여성을 향한 노래이다. 레논의 5년간의 하우스 허스밴드로서의 생활을 통해 느낀 여성에 대한 생각이 쓰여 있으며, 아내 오노 요코를 향한 마음도 담겨있다. 이 곡은 마오쩌둥이 한때 사용했던 중국의 속담 표현인 "For The Other Half Of The Sky (하늘의 다른 반쪽을 위해)"라고 하는 속삭임으로 시작된다. 이것은 "세상의 여성들을 위해서 노래합시다"라고 하는 호소이다. 1980년 12월 5일 《롤링 스톤》과의 인터뷰에서, 레논은 〈Woman〉은 그의 노래 〈Girl〉의 "성장된 버전"이라고 말했다.

## 재발매
1981년 6월 5일, 게펀은 B 사이드 〈(Just Like) Starting Over〉와 함께 《Back to Back Hits》 시리즈의 일부로 〈Woman〉을 싱글로 다시 발표했다.

## 대중문화
닌텐도 Wii Music의 2008년 비디오 게임은 이 노래를 재생 가능한 노래로 특징으로 한다.